# Fritz Regel
Christian Friedrich (Fritz) Leopold Regel, född 17 januari 1853 på Schloss Tenneberg vid Waltershausen, död 2 december 1915 i Würzburg, var en tysk geograf, brorson till Eduard von Regel, sonson till Friedrich Ludwig Andreas Regel.
Efter studentexamen i Gotha studerade han matematik och naturvetenskap i Jena och var 1876-90 verksam som lärare i Jena, Lippstadt och Braunschweig. Från 1884 var han verksam som privatdocent i geografi vid universitetet i Jena och från 1892 som extra ordinarie professor där. År 1899 blev han extra ordinarie professor vid universitetet i Würzburg. Han publicerade bland annat flera arbeten om Thüringen.